# Pluto Calcedona
Pluto Calcedona est un cheval de la race des lipizzans, qui tourna, avec Paul Newman dans le rôle de Buffalo Bill, dans le film de Robert Altman Buffalo Bill et les Indiens (Buffalo Bill and the Indians) (ou Sitting Bull’s History Lesson).
Pluto Calcedona joue dans ce film le rôle du propre cheval de Buffalo Bill.
Comme son nom l'indique, Pluto Calcedona est un lipizzan appartenant à la lignée Pluto, un cheval andalou qui fut, au XVIIIe siècle, l'un des six étalons fondateurs de la race des lipizzans. Il est par ailleurs le père du lipizzan Pluto Bona.